# Cartas de España
Cartas de España es una obra de José María Blanco White publicada entre 1821 y 1822 en la revista inglesa The New Monthly Magazine. Fue publicada en un libro en inglés en Londres en 1822. Se publicaron en español por primera vez en Madrid en 1972.

## Historia
La esposa de lord Holland le había propuesto a Blanco desde su llegada a Inglaterra en 1810 poner por escrito aquellas cosas de España de las que conversaban en sus encuentros.
Un amigo de Blanco, el erudito políglota y poeta lakista e hispanófilo Robert Southey, había escrito en 1807 Cartas de Inglaterra analizando el país bajo los ojos de un caballero español. En noviembre de 1811 le envió un ejemplar a Blanco White y, ya desde entonces, hablaron entre ellos de escribir unas memorias sobre las costumbres españolas con destino al público inglés.
En la primavera de 1813 Blanco escribió algunos bosquejos sobre el tema.
El editor Henry Colburn fundó en 1820 la revista The New Monthly Magazine para competir contra la más radical The Monthly Magazine. Posteriormente, pidió al poeta, periodista y profesor de Glasgow Thomas Campbell que la dirigiera.
Blanco White conoció a Campbell en la casa de lord Holland. Campbell fue a buscar a Blanco a Ufton para pedirle que colaborase en la revista. Blanco, por su parte, había recuperado cierto interés por España a raíz de la revolución liberal que había tenido lugar en 1820.
Blanco publicó en esta revista diez cartas de forma regular entre abril de 1821 y abril de 1822 bajo el seudónimo de Leucadio Doblado.
La primera carta hablaba de forma fabulada de un manuscrito encontrado, como hizo Cervantes en su obra Don Quijote. En la segunda carta esto se complicaba con la aparición de un corresponsal designado como A. D. C. Podía tener en mente un juego de perspectivas entrecruzadas del tipo de las Cartas marruecas o solo despistar sobre el hecho autobiográfico.
En 1822 las publicó en un libro, también bajo el seudónimo de Leucadio Doblado. Reemplazó los textos preliminares por un breve prefacio en que aseguraba que el contenido del libro era verídico. Refundió las cartas tres, cuarto y cinco en una sola, la tercera, y añadió cinco cartas más. Dispuso dos apéndices y reformuló varias notas finales a partir de notas a pie de página ampliadas. También realizó otros cambios menores, como limar algún exabrupto hacia los frailes. En la edición de 1825 firmará con su nombre real.

## Estilo
En libro se sitúa en una transición entre la visión ilustrada y la romántica. Quería confirmar los prejuicios ingleses sobre España, de atraso y fanatismo católico, pero dándoles una base más fundamentada.
El reverendo Joseph Townsend, ilustrado, había viajado por España entre 1786 y 1787 y había publicado un libro sobre ello. Según Blanco:

Townsend le informará de la situación de Sevilla, de su aspecto general y los famosos edificios que son el orgullo de los sevillanos. Yo limitaré mi descripción a otros aspectos particulares de los que él no se ocupó o que escaparon a su observación

A esto hay que añadir un estilo costumbrista, que fue alabado incluso por Menéndez Pelayo, que le acusaba de apátrida y apóstata, con las siguientes palabras:

si las cartas de Doblado se toman en el concepto de pintura de costumbres españolas, y sobre todo andaluzas, del siglo XVIII, no hay elogio digno de ellas [...]. Nunca, antes de las novelas de Fernán Caballero, han sido pintadas las costumbres andaluzas con tanta frescura y tanto color, con tal mezcla de ingenuidad y de delicadeza aristocrática [...]. Hoy mismo pasan por cuadros magistrales el de la corrida de toros, que no ha superado Estébanez Calderón ni nadie, el de una representación de El Diablo Predicador en un cortijo andaluz, el de la profesión de una monja y el de las fiestas de Semana Santa en Sevilla; cuadros todos de opulenta luz, de discreta composición y agrupamiento de figuras, y de severo y clásico dibujo

## Contenido
La primera carta va de un viajero español que ha pasado tiempo en Inglaterra. Llega a Cádiz y luego se traslada a Sevilla. Cuenta diversas cuestiones sobre el estilo de vida en las dos ciudades y la forma en que inciden en él las devociones religiosas.
La segunda carta va sobre el concepto español de la nobleza, la extensión de la hidalguía, los prejuicios de los nobles y la limpieza de sangre. Desde el punto de vista ilustrado, informa sobre la decadencia y la inutilidad de la nobleza hereditaria española. Llegará a decir:

El despotismo español no tiene aquel carácter irritante y cruel que arrastra a un pueblo a la desesperación. No es la tiranía del negrero cuyo látigo siembra deseos de venganza en el corazón de los esclavos. Es más bien la precaución del ganadero que castra el ganado cuya fuerza teme. El animal injuriado crece sin darse cuenta del daño y después de una breve doma puede pensarse que incluso ha llegado a amar el yugo.

La tercera carta incluye dentro de ella un texto atribuido a un tal Leandro. Este texto no es otra cosa que su autobiografía. En él habla de la educación, las devociones religiosas a que era sometido cuando quería ser sacerdote, la degradación a la que el sistema somete la virtud y la inocencia de un cristiano honrado, el adocenamiento de la universidad y otros aspectos.
La cuarta carta se centra más en el costumbrismo y describe una corrida de toros.
La quinta carta habla de varias localidades andaluzas. Narra una representación de El diablo predicador por cómicos de la legua en una fonda del Arahal. En Osuna, ciudad de nobles y conventos, habla de que tuvo la ocasión de conocer a una monja milagrera y otra desesperada. Finalmente, describe a Olvera como una ciudad sin ley, de costumbres salvajes y violencia gratuita. Todo está infestado de supersticiones e ignorancia. Habla de que, por las estribaciones de la serranía de Ronda, los paisajes son bonitos pero los caminos suelen estar en muy malas condiciones.
La sexta carta habla de la epidemia de fiebre amarilla que tuvo lugar en Sevilla en el 1800. Critica la incompetencia administrativa y la podredumbre moral causada por la superstición, que impide que la salud pública se preserve de modo eficaz, en un ambiente donde se confía todo a rogativas y donde se dan sermones apocalípticos.
En la séptima carta habla de las órdenes religiosas masculinas, de su poder social y de su degradación, sobre todo de franciscanos y dominicos.
En la octava trata de las órdenes religiosas femeninas. Trata de monjas similares a sus hermanas: enclaustradas, enfermas y muertas. También de las monjas locas que confesaba cuando era sacerdote y de las que querían colgar los hábitos y no podían. Para él lo peor son las congregaciones reformadas donde dice que las jóvenes son sometidas a una vida dura de privaciones y mortificaciones como única manera de obtener infaliblemente el favor divino.
Las cuatro últimas cartas van de historia y política. Se narra la descomposición de la corte de Carlos IV y Manuel Godoy. La décima carta describe el valimiento de Godoy y el estado de la corte, la undécima sigue con el mismo tema y critica la patética figura de los pretendientes que acuden a buscar el favor y el capricho de los gobernantes, la duodécima explica lo sucedido entre 1807 y 1808 en El Escorial, Aranjuez y Madrid, y la decimotercera Leucadio Doblado va desde Madrid hasta Sevilla atravesando el territorio ocupado y devastado por la guerra.

## Segunda parte inconclusa
En mayo de 1833 empezó a escribir una segunda parte con el título El sacerdote regresa a España, o segunda parte de las cartas de Doblado. Un diario imaginario, pero no la terminó.